# Festival Internacional Vallenato de Monterrey
El Festival Internacional Vallenato de Monterrey, fue un evento folclórico dedicado a la defensa y difusión de la música vallenata en tierras mexicanas. Se celebraba anualmente, desde 2007, dentro del Festival Santa Lucia en el mes de septiembre en la ciudad de Monterrey, Nuevo León. Hasta 2017, cuando se realizó la última edición de este festival, se realizaron 12 ediciones. 

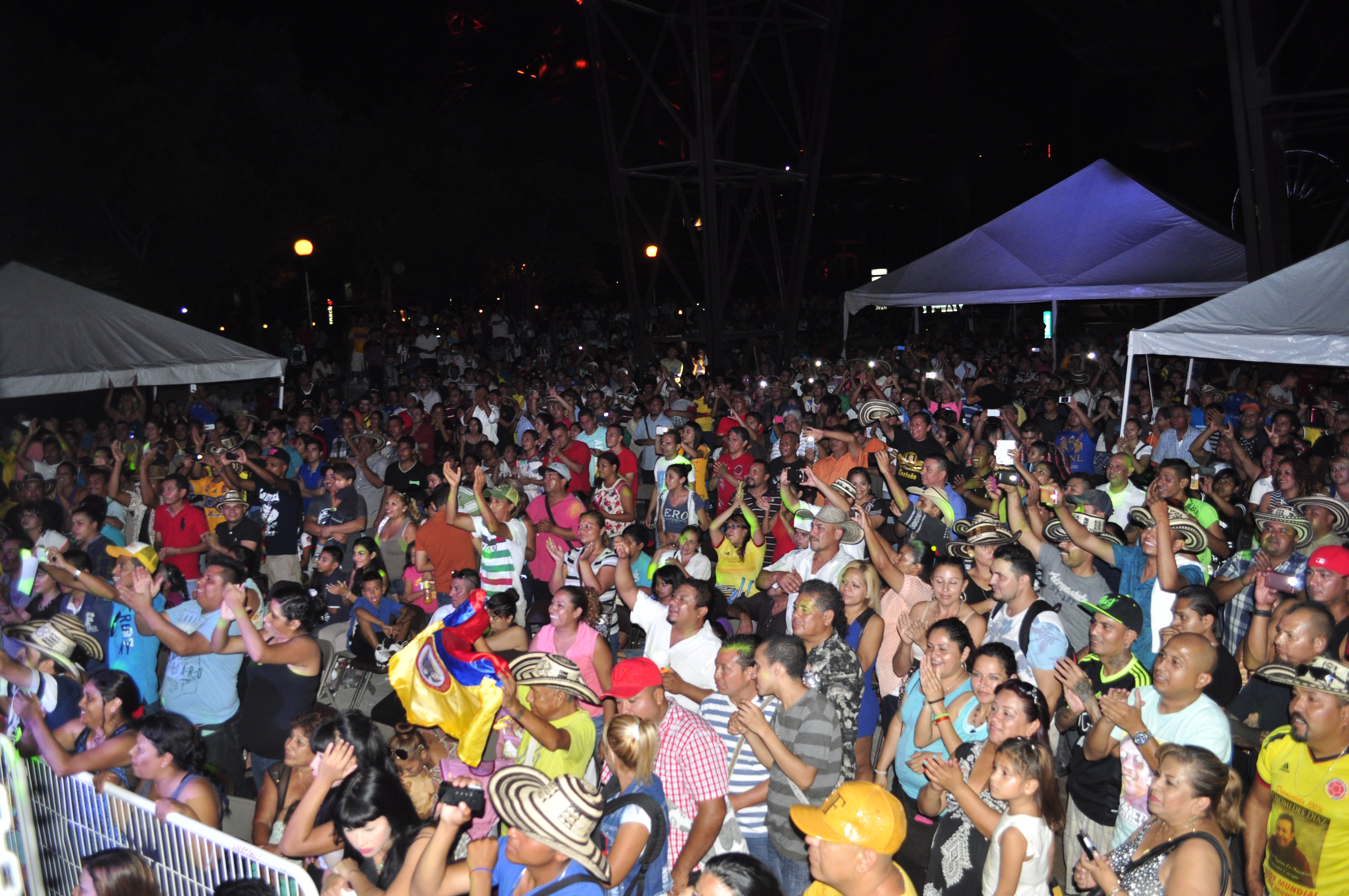
Festival Vallenato de Monterrey 2015

## Historia
En el año 2007, dentro del Fórum de las Culturas, se realiza la primera edición en las instalaciones del Parque Fundidora. Con la participación de varios acordeoneros, se logran coronar los regiomontanos Jhonivan Sáenz y Benito Reyes. 
En el 2008, en su Segunda Edición, con el apoyo del Festival Santa Lucia, se lleva a cabo en Grúa Portal, en el Parque Fundidora. Se logra coronar Daniel Martínez Piña como rey vallenato. Invitados especiales; Wilfran Castillo, compositor, y Lucy Vidal.
Para el año 2009, el ganador es Francisco Herrera y se contó con la presencia de los Hermanos Lora, Jorge Luis Ortiz y El Dúo Sensacional Se añade el concurso de Canción Inédita y el primer ganador es Jaime Aguilar, con el paseo "Aquí Estaré". 

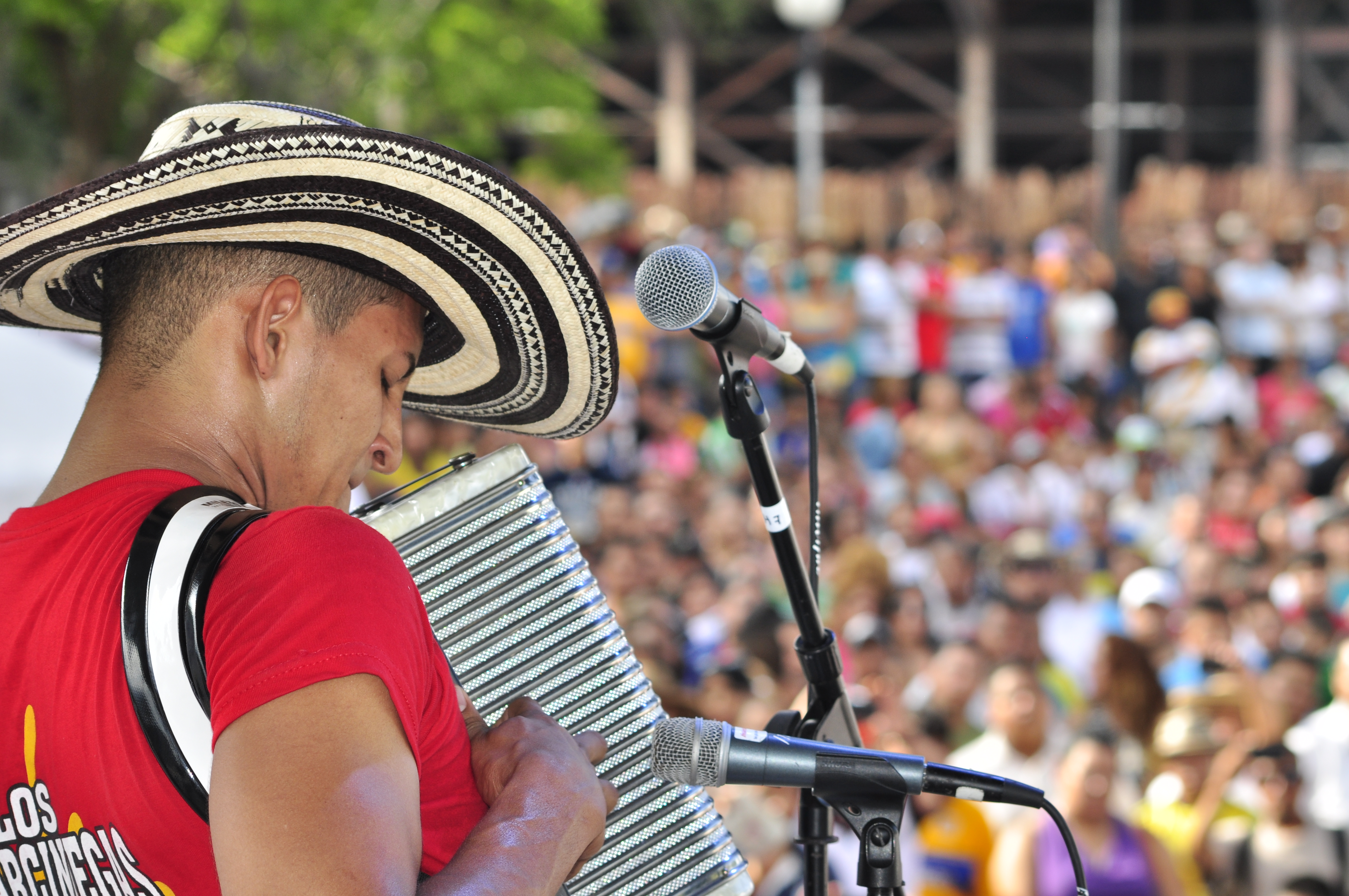
Acordeonero en plena actuación

Para la cuarta edición en 2010, se corona "Beto" Otero como rey vallenato. En canción inédita, gana Ruben Dario con el tema "Como Hago pa' Conquistarte".
En el 2011, el rey vallenato es Santiago de la Garza. Se rinde homenaje al compositor Sergio Moya Molina con la presencia del mismo y del Rey Vallenato 1993: "Beto" Rada.
2012, se corona Michael Sandoval como rey vallenato. En canción inédita, vuelve a ganar Ruben Dario con el tema "Vivencias del Folclor". Se homenajea al compositor sabanero Adolfo Pacheco y que también, estuvo de jurado en las diferentes categorías. También, se homenajeo a Gabriel Dueñez (Sonidero).
2013, el rey es Frank Huerta. Se rinde homenaje a Fernando Meneses, compositor, y al ganador del Grammy Roy Rodríguez. Además se conto con la presencia de Sergio Amaris (Fundador de las Estrellas Vallenatas y compositor), Faber Escobar (Cantante) y Pino Manco (Cantante). 
2014, es Oscar Puente quien se alza con la corona. Isaac Carrillo "Tijito", compositor sanjuanero, es homenajeado en esta edición.
2015, Alexis Arguello logra coronarse en esta edición. Los invitados especiales fueron: Enaldo Barrera "Diomedito", Yeison Landero, Sandra Arregoces, Los Megarciniegas y Martha Esther Guerra, compositora.
2016, se realiza la categoría: Rey de Reyes, el cual gana Frank Huerta a Oscar Puente en la final. Los invitados fueron: Wilber Mendoza (Rey Vallenato 2013), Silvio Velasquez (Cantante), Jimmy Murgas (Cantante), Leo Salcedo (Rey Canción Inédita 2018 Festival de la Leyenda Vallenata), Martha Esther Guerra (Reina Canción Inédita 2003 Festival de la Leyenda Vallenata) y "Tavo" García (Ex acordeonista de Jorge Celedón). 
En la edición 2017 se corona Ivan "Pirucho" como rey vallenato profesional. Es homenajeado en esta edición el maestro sabanero Lisandro Meza "El Macho de América". Entre los invitados, se conto con la escuela de música de Bogotá: Nuestra Tierra Colombia Vallenata.

## Rey de Reyes
Del 16 al 18 de septiembre del 2016, al cumplirse su Décima Versión, se realizó la edición especial "Rey de Reyes", donde los ganadores de las anteriores ediciones como acordeoneros y compositores compitieron entre ellos en sus respectivas categorías. El ganador en acordeón fue Frank Huerta.
- Datos: Q30914661